# SMPT:e
SMPT:e (lub StoltMorsePortnoyTrewavas) − pierwszy album progresywno-rockowej supergrupy Transatlantic wydany 21 marca 2000 roku. Tytuł jest grą słów złożoną z pierwszych liter nazwisk muzyków Transatlantic, a także nazwa techniki nagrywania.

## Lista utworów
Wszystkich utworów zostały napisane przez Neila Morse’a, Roinego Stolta, Mike’a Portnoya oraz Pete’a Trewavasa, wyjątki opisane.
1. „All Of The Above” – 30:59
  - I. „Full Moon Rising” (7:11)
  - II. „October Winds” (5:54)
  - III. „Camouflaged in Blue” (5:22)
  - IV. „Half Alive” (2:02)
  - V. „Undying Love” (3:57)
  - VI. „Full Moon Rising (Reprise)” (6:33)
2. „We All Need Some Light” (Neal Morse) – 5:45
3. „Mystery Train” – 6:52
4. „My New World” – 16:16
5. „In Held (Twas) In I” (Gary Brooker/Matthew Fisher/Keith Reid)[2] – 17:21 
  - I. „Glimpses of Nirvana”
  - II. „In the Autumn of My Madness”
  - III. „Look to Your Soul”
  - IV. „Grand Finale”

Bonusowa płyta z limitowanej edycji
1. „My New World”
2. ”We All Need Some Light”
3. ”Honky Tonk Woman”
4. ”Oh! Darling”
5. ”My Cruel World”

## Twórcy
- Neal Morse – wokal, instrumenty klawiszowe
- Roine Stolt – gitara, wokal
- Pete Trewavas – gitara basowa
- Mike Portnoy – instrumenty perkusyjne